# Henry Fielding
Henry Fielding (ur. 22 kwietnia 1707 w Sharpham, zm. 8 października 1754 w Lizbonie) – pisarz i dramaturg angielski, znany głównie z klasycznych powieści Tom Jones i Joseph Andrews, także sędzia pokoju.

## Życiorys
Nauki pobierał w Eton College. Jego młodsza siostra, Sarah, również została pisarką. Po tajemniczej przygodzie, z którą wiązał się konflikt z prawem, ukrył się w Londynie, gdzie rozpoczęła się jego literacka kariera.
W 1728 pojechał do Lejdy w Holandii, by tam studiować. Po powrocie zaczął pisać sztuki teatralne, zwłaszcza ostre satyry na rządy ówczesnego premiera Roberta Walpole’a (m.in. The Gistorical Register for 1736), czym spowodował uchwalenie w 1737 ustawy (tzw. Theatrical Licensing Act) nakładającej na teatry cenzurę. Nie mogąc wystawiać sztuk, pisarz poświęcił się karierze prawniczej, zostając w 1748 sędzią pokoju (Justice of the Peace) w dwóch dzielnicach Londynu: Middlesex i Westminster.
Fielding nie przestał jednak pisać satyr politycznych i literackich. Jego Tragedy of Tragedies była skierowana przeciw zaśmiecaniu języka angielskiego. Pisał też dla torysowskich gazet, używając pseudonimu „Captain Hercules Vinegar”. Jako sędzia pokoju „zaaresztował” poetę Colleya Cibbera za „zamordowanie języka angielskiego”.
Pierwszym sukcesem Fieldinga jako powieściopisarza była Shamela, anonimowa parodia melodramatycznej powieści Samuela Richardsona Pamela. Następnie wydał Josepha Andrewsa (1742), w którym opisał dzieje tytułowego Josepha, brata Pameli. W 1743 roku opublikował ją w III tomie Miscellanies („Rozmaitości”, był to tak naprawdę tom I).
The History of the Life of the Late Mr Jonathan Wild the Great jest satyrą, w której Fielding porównuje premiera Walpole’a do znanego bandyty Jonathana Wilde’a.
Najbardziej znanym dziełem Fieldinga jest Historia życia Toma Jonesa, czyli dzieje podrzutka (1749) – opowieść o nieszczęściach tytułowego podrzutka, który okazał się prawowitym szlacheckim synem.
Pierwsza żona pisarza, Charlotte Fielding, która była pierwowzorem pozytywnych postaci kobiecych w powieściach: Tom Jones i Amelia, zmarła w 1744 roku. W 1747 Fielding poślubił swą byłą gospodynię.
Został wkrótce szefem sądu niższej instancji (magistrates′ court) przy Bow Street. Wraz ze swym bratem Johnem stworzył w 1750 roku pierwszą policję miejską, której członkowie zwani byli Gońcami z Bow Street. W 1753 podupadł na zdrowiu i wyjechał z Anglii w celach leczniczych. Na jego stanowisku zastąpił go brat John Fielding.

## Dzieła
- Love in Several Masques – sztuka teatralna, 1728
- Rape upon Rape – sztuka teatralna, 1730
- The Temple Beau – sztuka teatralna, 1730
- The Author’s Farce – sztuka teatralna, 1730
- The Tragedy of Tragedies; or, The Life and Death of Tom Thumb – sztuka teatralna, 1731
- Grub-Street Opera – sztuka teatralna, 1731
- The Modern Husband – sztuka teatralna, 1732
- Pasquin – sztuka teatralna, 1736
- The Historical Register for the Year 1736 – sztuka teatralna, 1737
- Shamela (An Apology for the Life of Mrs. Shamela Andrews) – powieść, 1741
- Joseph Andrews (The History of the Adventures of Joseph Andrews and his Friend, Mr. Abraham Adams) – powieść, 1742
- The Life and Death of Jonathan Wild, the Great – powieść satyryczna, 1743
- The Female Husband or the Surprising History of Mrs Mary alias Mr George Hamilton, who was convicted of having married a young woman of Wells and lived with her as her husband, taken from her own mouth since her confinement – pamflet, 1746
- Historia życia Toma Jonesa, czyli dzieje podrzutka (The History of Tom Jones, a Foundling) – powieść, 1749
- A Journey from This World to the Next – 1749
- Amelia – powieść, 1751
- The Covent Garden Journal – 1752
- Journal of a Voyage to Lisbon – pamiętnik z podróży, 1755
- Tom Thumb N.D.